# Lista över traditionsfartyg i Sverige
Lista över traditionsfartyg i Sverige förtecknar svenska traditionsfartyg. 
Listan är baserad på Transportstyrelsens förteckning över de 58 fartyg som var klassade som traditionsfartyg per januari 2010.

## Definition av traditionsfartyg

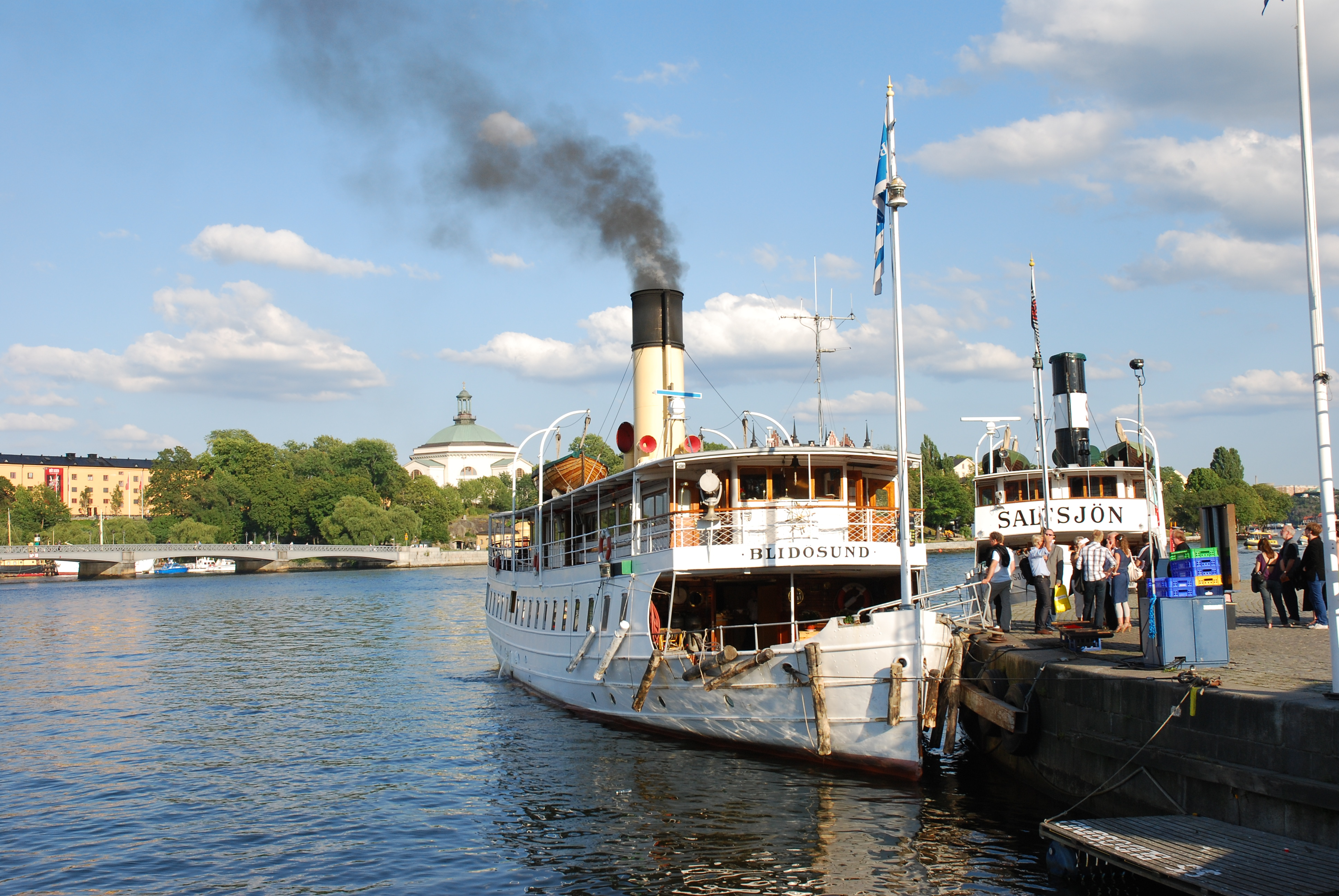
Traditionsklassade S/S Blidösund vid Skeppsbron i Stockholm med ångan uppe.

Se traditionsfartyg.

## Klassade fartyg

### SGUB Ketchen Ariel, Dalarö
- Byggår: 1917
- Varv: byggd i Molde, Norge
- Material: fur
- Längd över allt: 21,72 m
- Förtöjningslängd ca 30 meter
- Bredd: 5,73 m
- Djupgående: 2,6 m
- Dräktighet: 45 bft
- Segelarea: 251 m²
- Ägare: Föreningen Segelfartyget Ariel

### SHJO Motorfiskefartyget Asta af Smögen, Smögen (även k-märkt)
Se Lista över kulturmärkta fartyg i Sverige

### SGQFAstrid Finne, Öckerö
Huvudartikel: Astrid Finne

### SENF Skonaren Atene, Skärhamn
- Byggår: 1909
- Varv: Fredriksöens varv i Svendborg
- Längd över allt 24.3 m (längd med klyvarbom 31.3 m)
- Bredd: 5,86 m
- Djupgående: 2,40 m
- Dräktighet: 91 brt
- Segelarea: 268 m²
- Ägare: Föreningen m/s Atene, Skärhamn

### SKGM Ketchen Atlantica, Göteborg
Atlantica av Göteborg är byggd som skolsegelfartyg.
- Byggår: 1981
- Varv: Byggd i Skagen i Danmark
- Material: ek
- Längd: 26,2 m
- Bredd: 6,5 m
- Djupgående: 3,27 m
- Dräktighet: 74 brt
- Segelarea: 540 m²
- Ägare: Stiftelsen Svenska Kryssarklubbens Seglarskola

### SFXR Galeasen Baltic Beauty, Ronneby
- Byggår: 1926
- Varv: Zwartsluis, Nederländerna
- Längd: 33 meter
- Mallad bredd: 4,95 meter
- Djupgående: 3,0 meter
- Dräktighet: 88 bruttoregisterton
- Segelarea: 425 m²
- Ägare: Yngve Gottlow

### SITR Ketchen Belle Amie, Stocksund
- Byggår: 1915
- Varv: byggd i Vlaaringen, Nederländerna
- Material: stål
- L.ö.a: 27,04 m (inkl. peke 38 m)
- Bredd: 6,29 m
- Djupgående: 2,8 m
- Dräktighet: 83 brt
- Segelarea: 317 m²
- Ägare: Klart Skepp Marinteknik AB, Stockholm

### SDKGS/S Blidösund, Stockholm (även k-märkt)
Se S/S Blidösund

### SDKMS/S Bohuslän, Göteborg (även k-märkt)
Se S/S Bohuslän

### SGWJ GaleasenT/S Britta, Uddevalla
- Byggår: 1956
- Varv: Byggd i Hälleviksstrand på Orust
- Material: Ek
- Längd: 33 m
- Bredd: 6,24 m
- Djupgående: 3,2 m
- Dräktighet: 89 brt
- Segelarea: 350 m²
- Ägare: Uddevalla Skolfartygsstiftelse

### SMLN Bojorten Christine af Bro, Kristinehamn
Christine af Bro är en replik av ett 1600-talsfartyg. Denna fartygstyp användes för transporter på Vänern av stångjärn. Bojorter är flatbottnade och har svärd på sidorna för att hindra avdrift.
- Byggår: 2002
- Varv: byggd i Kristinehamn
- Material: ek, fur, lärk, en, gran, alm och ask
- Längd över allt: 21,5 meter
- Förtöjningslängd: 29,5 meter
- Bredd: 5,8 m
- Djupgående: 2,1 m
- Dräktighet: 79 bruttoregisterton
- Segelarea: 220 m²
- Ägare: Kristinehamns kommun, med Rederiaktiebolaget Bojorten som operatör

### SJOE Skonerten Constantia (även k-märkt)
Se Lista över kulturmärkta fartyg i Sverige

### SDTK ÅngfärjanDjurgården 3, Stockholm (även k-märkt)
Se Lista över kulturmärkta fartyg i Sverige

### SDVMS/S Ejdern, Södertälje (även k-märkt)
Se Lista över kulturmärkta fartyg i Sverige

### SIDM Skonaren Ellen, Stockholm (även k-märkt)
Se Lista över kulturmärkta fartyg i Sverige

### SEVZS/S Engelbrekt, Rättvik (även k-märkt)
Se S/S Engelbrekt

### SEIDÅngfärjan Färjan 4, Göteborg (även k-märkt)
Se Lista över kulturmärkta fartyg i Sverige

### SFC-4960S/S Gerda, Eskilstuna (även k-märkt)
Se S/S Gerda (1865)

### SJPL Briggen Gerda af Gefle, Gävle (ej i lista 2013)
- Byggår: 2000
- Varv: Byggd i Gävle
- Längd över allt 36,15 m
- Förtöjningslängd 49,00 m
- Bredd: 8,42 m
- Djupgående: 2,98 m
- Dräktighet: 286 bft
- Segelarea: 625 m²
- Ägare: Föreningen Briggen Gerda

### SJPN KetchenGratia, Göteborg
- Byggår: 1900
- Varv: Byggd i Cowes, Isle of Wight, Storbritannien, som nöjesyawl
- L.ö.a: 23,7 m
- Förtöjningslängd 29,6 m
- Bredd: 5,2 m
- Djupgående: 3,3 m
- Dräktighet: 43 brt
- Segelarea: 350 m²
- Ägare: Stiftelsen Svenska Kryssarklubbens Seglarskola

### SDIG KetchenGratitude, Göteborg (även k-märkt)
Se Gratitude

### SERW Barken Gunilla, Öckerö
- Byggår: 1940
- Varv: Oskarshamns varv
- Material: stål
- L.ö.a: 49,6 meter, inklusive bogspröt 61 meter
- Bredd: 8,3 m
- Djupgående: 2,97 m
- Dräktighet: 405 brt
- Segelarea:
- Ägare: Rederiaktiebolaget Gunilla, Öckerö

### SGVU Bogserbåten Harry Lysekil (även k-märkt)
Se Lista över kulturmärkta fartyg i Sverige

### SJGE T/S Havden, Göteborg (ej i lista 2013)
Havden byggdes som galeas för Helge Källson Rederi AB Vänertrafik, nuvarande Erik Thun AB. Hon har haft namnen Lidan, Vänervik, Lidan och Havden. 
- Byggår: 1943
- Varv: Byggd som galeas av ingenjören Gustaf Groth, Sjötorps varv
- Material: furuskrov, spant i stål, ståldäck
- Längd inklusive bogspröt och dävertar: 38 meter
- L.p.p.: 23,5 meter
- Bredd: 6,93 meter
- Djupgående: 2,6 meter
- Dräktighet: 119 bruttoregisterton och 35 nettoregisterton
- Maskineri:  Scania DSI 11 R82 från 1969
- Effekt: cirka 235 hkr
- Marschfart vid gång med maskin: 7-8 knop

### SITM Galeasen Helene, Ystad (även k-märkt)
Se Lista över kulturmärkta fartyg i Sverige

### SFC-2748 Ångfartyget Herbert, Alingsås (även k-märkt)
Se Lista över kulturmärkta fartyg i Sverige

### SLHO Bogserbåten Herkules, Göteborg (även k-märkt)
Se Lista över kulturmärkta fartyg i Sverige

### SKFAPostjakten Hiorten, Karlskrona

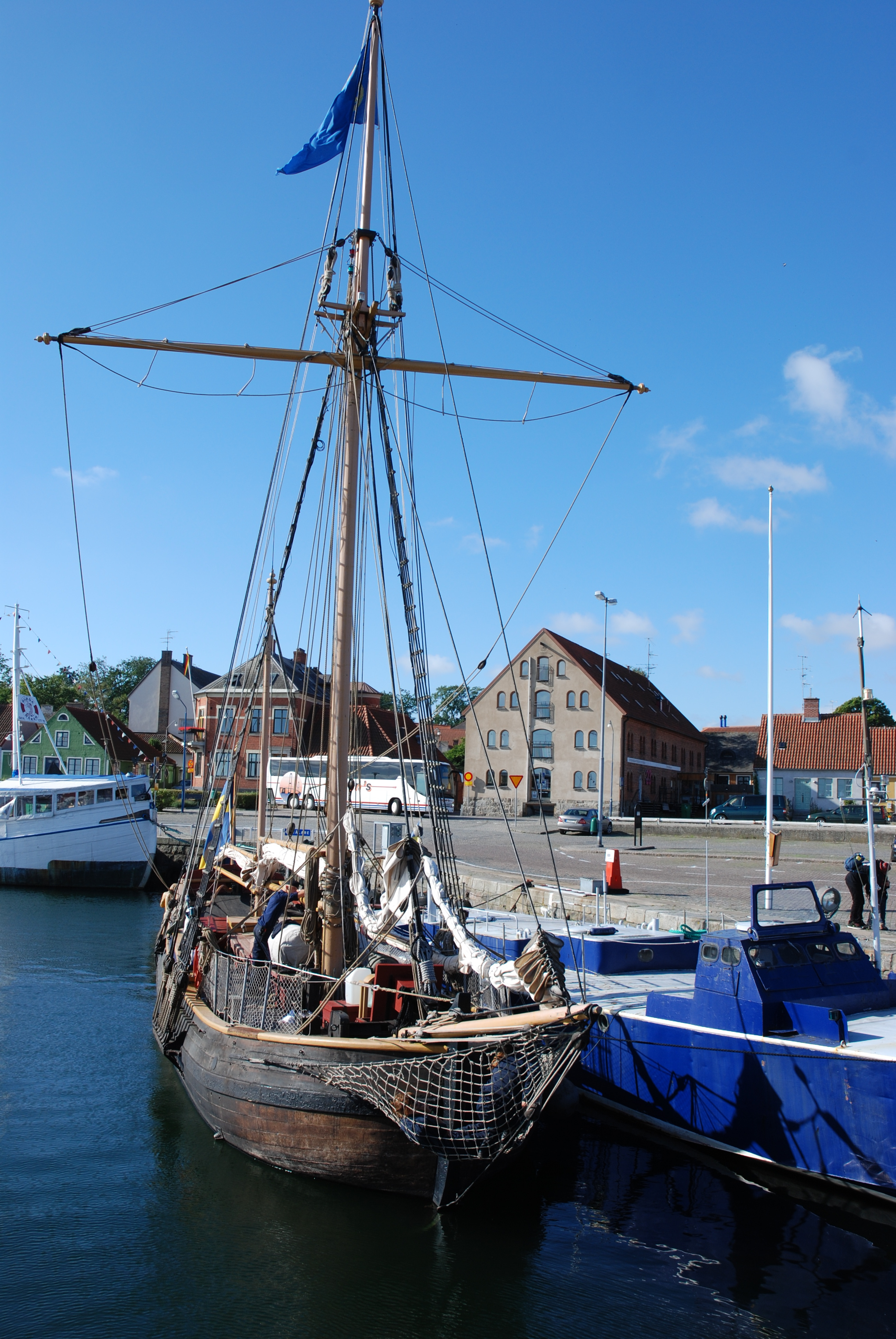
Hiorten i hamnen i Simrishamn, augusti 2008.

Se  Hiorten

### SKWL Jakten Hoppet af Brantevik, Brantevik
- Byggår: 2001
- Varv: Byggd i Brantevik
- Material: ek
- Längd över allt: 16 m
- Förtöjningslängd 22 meter
- Bredd: 4,6 m
- Djupgående: 2,3 m
- Dräktighet: 42 brt
- Segelarea: 150 m²

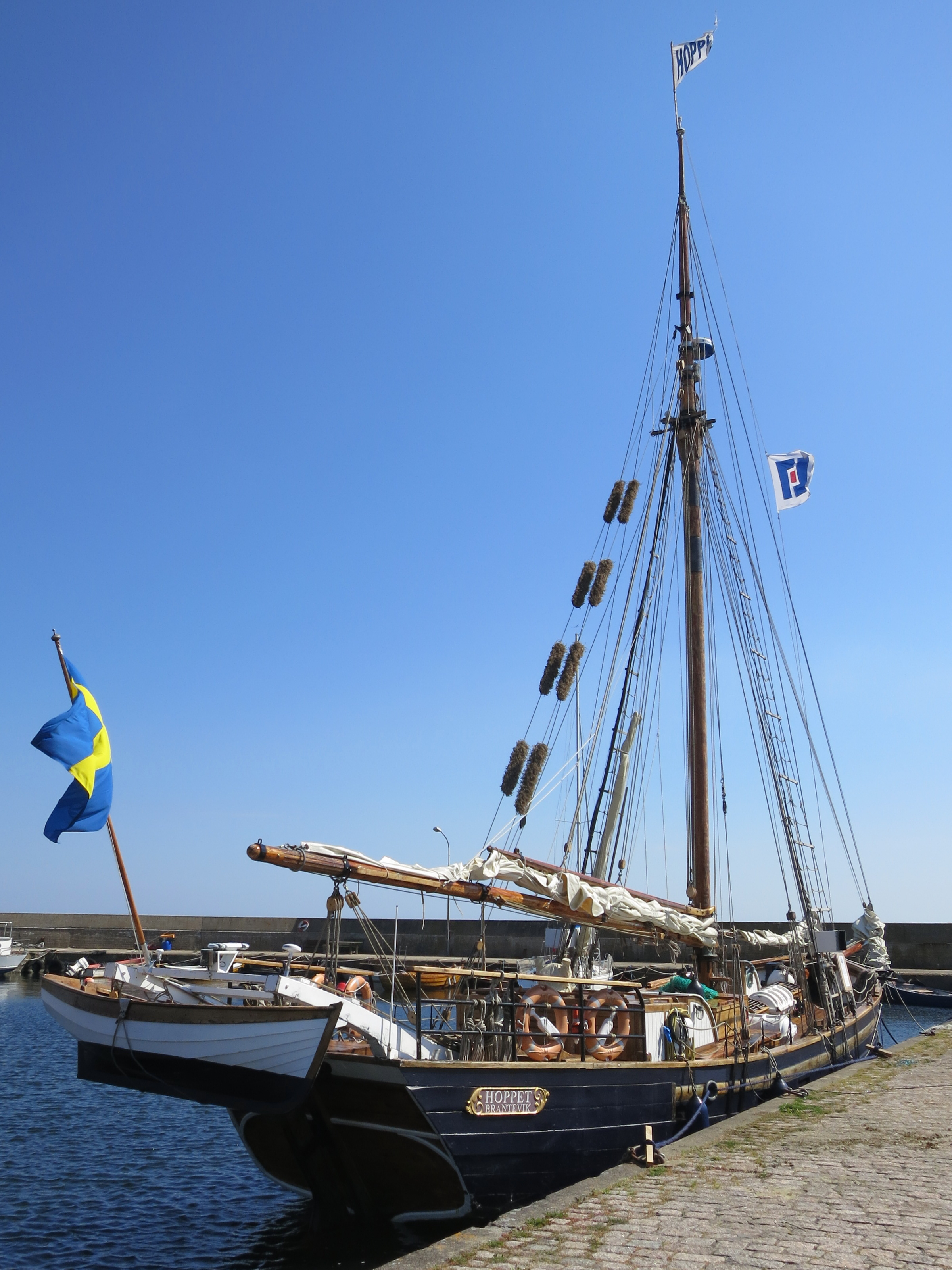
Hoppet i hamnen i Brantevik, juli 2014.

- Ägare: Föreningen Jakten, Brantevik

### SIXW Skonaren Ingo, Göteborg (även k-märkt)
Se Lista över kulturmärkta fartyg i Sverige

### SDQV Skonaren Klara Marie af Skillinge (även k-märkt)

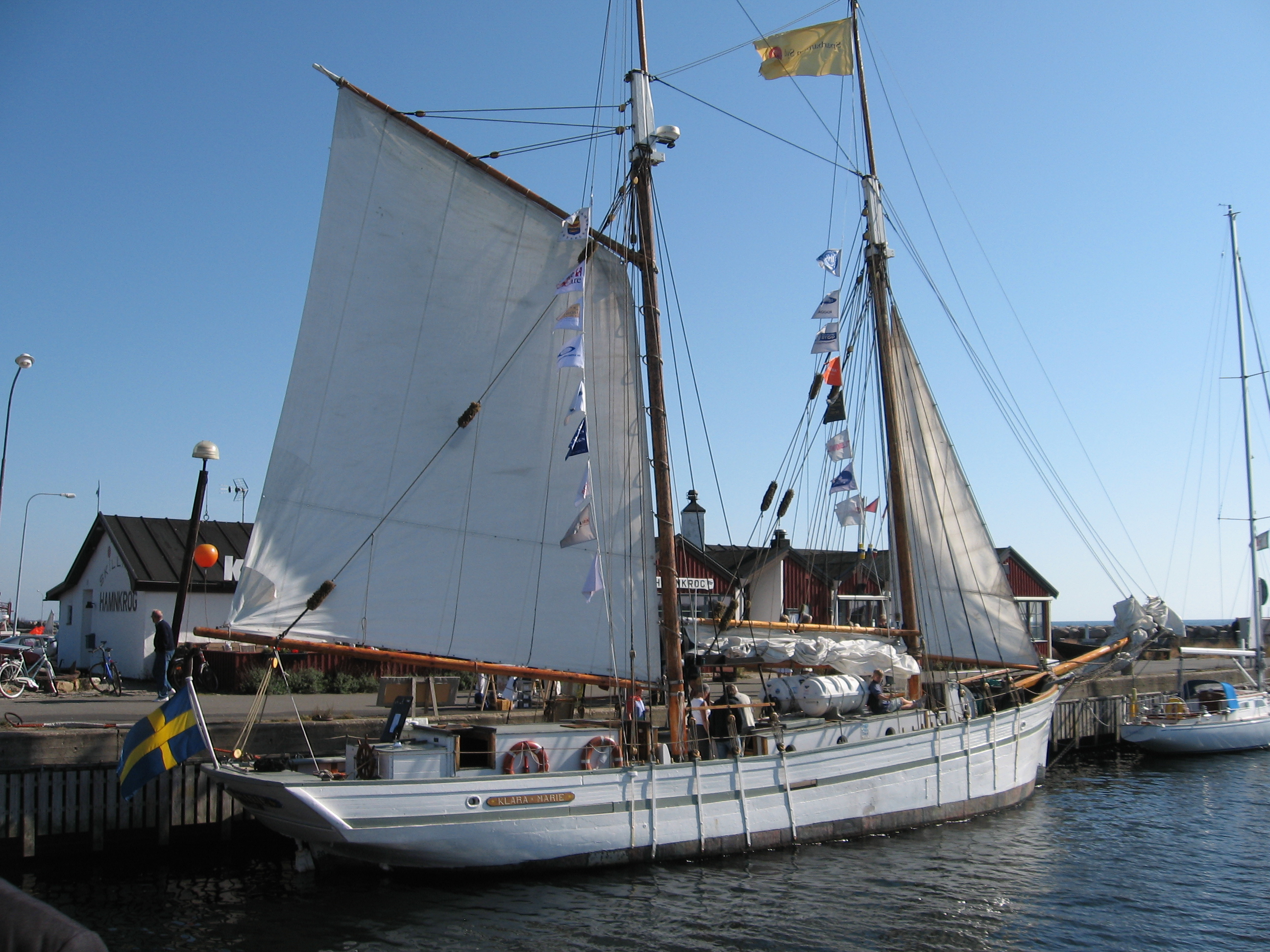
Klara Marie i Skillinge.

Se Lista över kulturmärkta fartyg i Sverige

### SLOY Skonaren Kvartsita, Skaftö (även k-märkt)
Se T/S Kvartsita

### SJEO Skonaren Linnéa af Gamleby, Göteborg (även k-märkt)
Se Lista över kulturmärkta fartyg i Sverige

### SBZM, M20, Stockholm
- Byggår: 1941
- Varv: Neglingevarvet, Saltsjöbaden
- Material: mahogny
- Längd: 27,7 m
- Bredd: 5,0 m
- Djupgående: 2,0 m
- Dräktighet: 70 brt
- Ägare: Föreningen M 20
- Hemmahamn: Galärvarvet, Stockholm

### SMYL Malmö (även k-märkt)
Se Lista över kulturmärkta fartyg i Sverige

### SFLES/S Mariefred, Stockholm (även k-märkt)
Se S/S Mariefred

### SKXM Skonaren Mathilda af Mollösund, Mollösund
Mathilda byggdes för chartertrafik i Västindien. Har gått i chartertrafik på västkusten och Vättern.
- Byggår: 1985
- Varv: byggd i Mönsterås
- Material: ek, lärk och oregon pine
- Längd: 16,1 m
- Bredd: 5,2 m
- Djupgående: 2,17 m
- Dräktighet:
- Segelarea: 144 m²
- Ägare: Karin Rosenberg och Thomas Gunnarsson

### SFODS/S Motala Express(även k-märkt)
Se S/S Motala Express

### SGIF Tremastskonaren Najaden, Stockholm (ej i 2013 års lista)
- Byggår: 1918
- Varv: byggd i Waterhuisen i Nederländerna
- Material: stål
- Längd: 34 m
- Bredd: 7 m
- Djupgående: 2,9 m
- Dräktighet: 170 brt
- Segelarea: 600 m²
- Ägare: Baltic Sail Ship AB

### SMYR M/S Origo
M/S Origo har varit tjänstefartyg för Sjöfartsverket i 30 år och byggdes om på 1990-talet till passagerar- och expeditionsfartyg. 
- Byggår: 1955
- Varv: Finnboda Varv, Stockholm
- Ägare: Master Mariner AB, Kungälv

### SJGI Slupen Oskar II, Sjötorp
Slupen Oskar II är en replik av en Vänerslup från mitten av 1800-talet.
- Byggår: 1997-2003
- Varv: Sjötorps varv, Sjötorp
- Material: ek, fur och lärk
- Längd: 14 m
- Bredd: 5,1 m
- Djupgående: 1,8 m
- Dräktighet: 26 brt
- Segelarea: 130 m²
- Ägare: Föreningen Slupen, Sjötorp

### SMVRS/S Polstjärnanav Vänern, Karlstad (även k-märkt)
Se Lista över kulturmärkta fartyg i Sverige

### SJKQS/S PrimusSundsvall (även k-märkt)
Se Lista över kulturmärkta fartyg i Sverige

### SGEOS/S Saltsjön, Stockholm (även k-märkt)
Se S/S Saltsjön

### SILJ Segelfartyget Sarpen, Simrishamn (även k-märkt)
Se Lista över kulturmärkta fartyg i Sverige

### SIHM Galeasen Shamrock, Stockholm
Se Galeasen Shamrock

### SFB-6403 Skonaren Svanen af Stockholm, Stockholm
Svanen byggdes som passagerarångare och har trafikerat sträckan Umeå - Holmsund med gods och passagerare. 1926 byggdes hon om till timmerbogserare. Hon renoverades och byggdes om till segelfartyg 1976-80. 
- Byggår: 1906
- Varv: byggd i Härnösand
- Längd: 22,35 meter (längd över däck)
- Längd: 29 meter (löa)
- Bredd: 4,4 meter
- Djupgående: 2,1 meter/3,9 meter (centerbord)
- Segelarea: 320 m²

### SGVMS/S Thomée, Östersund (även k-märkt)
Se S/S Thomée

### SGYKS/S Trafik, Hjo (även k-märkt)
Huvudartikel: S/S Trafik

### SDHE Ångslupen Tärnan av Waxholm, Vaxholm
Ångslupen Tärnan är efter renovering till sitt utseende från 1905 åter ett koleldat fartyg
- Byggår: 1901
- Varv: William Lindbergs Verkstads och Varfs AB (Södra Varvet), Stockholm, nr 239
- Längd: 20 m
- Bredd: 4,90 m
- Djupgående:
- Ägare: Stockholms Ångslups AB

### SKGH S/S Warpen, Bollnäs
- Byggår: 1873
- Varv: William Lindbergs Varv
- L.ö.a.: 20,55 meter
- Bredd: 4,75 meter
- Maskineri: ångmaskin
- Effekt: 70 ihk
- Passagerarantal: 57
- Ägare: Bollnäs Ångbåtssällskap

### SHGI Skonaren Westkust, Orust (även k-märkt)
Se Lista över kulturmärkta fartyg i Sverige

### SDRG Tremastskonaren Älva, Stockholm

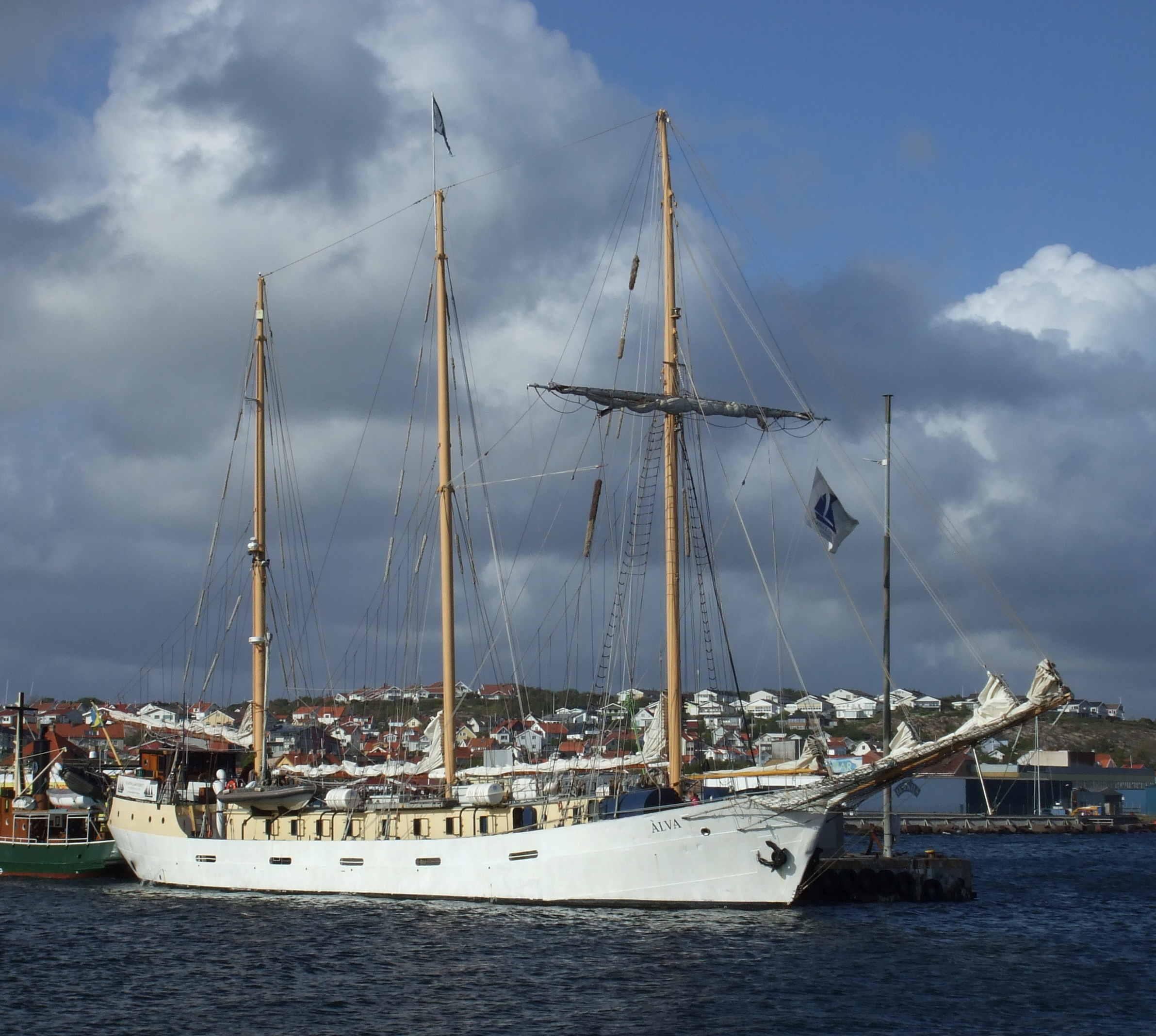
Skonaren Älva i Lysekil, 2015

Skonaren Älva byggdes för skeppsredare Oscar Paborn från Sölvesborg för fraktfart i Östersjön, där hon seglade mer än 50 år för olika ägare med styckegods, spannmål och kalksten. 1983 återskapades Älva som seglande fartyg med Bermuda-rigg, och 1990-91 byggdes hon om till passagerartrafik. En framtida omriggning till fyrmastskonare är förberedd.
- Byggår: 1939
- Varv: Lödöse varv, Lödöse
- Material: Stål
- Längd: 44 m
- Bredd: 7,2 m
- Djupgående: 3 m
- Dräktighet: 286 brt
- Segelarea: 500 m²
- Ägare: Klart Skepp Marinteknik AB, Stockholm

### SJFES/S Östa, Vaxholm (även k-märkt)(ej i 2013 års lista)
Se S/S Östa

### SHNMS/S Östersund(även k-märkt)
Se S/S Östersund